# Ахмет Несімі Сайман
Ахмет Несімі Сайман (тур. Ahmet Nesimi Sayman) (1876–1958) — османський політик і державний діяч, дипломат. Візир. Міністр закордонних справ, Міністр сільського господарства.

## Життєпис
Навчаючись у Парижській академії наук у Парижі, молодий турок приєднався до руху. Він був членом Комітету союзу і прогресу, штаб-квартира у Стамбулі (1908—1918).
Він обіймав посаду заступника з питань торгівлі з листопада 1914 по лютий 1917 р. Був міністром закордонних справ Османської імперії з лютого 1917 по жовтень 1918 рр.
Був членом османської делегації під час Брест-Литовських мирних переговорів, на яких було визнано Українську Народну Республіку, як незалежну державу. Служив міністром сільського господарства під час Першої світової війни (1918 р.). Після окупації Стамбула англійцями його депортували на острів Мальта (1919—1921). Його заарештували у справі замаху на Мустафу Кемаль Ататюрка (1926 р.).